# Ferhat Arıcan
Ferhat Arıcan (* 28. Juli 1993 in Konak) ist ein türkischer Turner.

## Erfolge
2010 nahm Ferhat Arıcan an den Olympischen Jugend-Sommerspielen in Singapur teil und gewann am Sprung die Silbermedaille. Am Barren gelang ihm 2013 bei den Mittelmeerspielen in Mersin der Gewinn von Bronze. Fünf Jahre darauf sicherte er sich in Tarragona bei den Mittelmeerspielen am Sprung eine weitere Bronzemedaille, während er im Mannschaftsmehrkampf den zweiten Platz belegte. Dazwischen gab er 2016 in Rio de Janeiro sein Olympiadebüt, verpasste aber in fünf Gerätedisziplinen und im Einzelmehrkampf jeweils die Finalqualifikation deutlich. Sein bestes Resultat war Rang 39 am Barren.
Ebenfalls am Barren wurde Arıcan 2019 sowohl bei den Europaspielen in Minsk als auch bei den Europameisterschaften in Stettin Dritter. Seinen bis dato größten Erfolg erzielte er schließlich ein Jahr später bei den Europameisterschaften in Mersin, als er am Barren Europameister wurde. Darüber hinaus gewann er im Mannschaftsmehrkampf Silber und am Pauschenpferd Bronze. 2021 gelang Arıcan in Basel am Barren erfolgreich die Titelverteidigung.
Bei den ebenso 2021 ausgetragenen Olympischen Sommerspielen 2020 in Tokio ging Arıcan in zwei Disziplinen an den Start. Den Wettkampf am Pauschenpferd schloss er auf Rang 17 ab, wohingegen er am Barren mit 15,566 Punkten als Vierter ins Finale einzog. In diesem erzielte er 15,633 Punkte, womit er hinter dem siegreichen Chinesen Zou Jingyuan und dem Deutschen Lukas Dauser den dritten Platz belegte und somit die Bronzemedaille gewann.